# Calamus impar
Calamus impar är en enhjärtbladig växtart som beskrevs av Odoardo Beccari. Calamus impar ingår i släktet Calamus och familjen Arecaceae. Inga underarter finns listade i Catalogue of Life.